# Rohr in Niederbayern
Rohr in Niederbayern is een plaats in de Duitse deelstaat Beieren, en maakt deel uit van het Landkreis Kelheim.
Rohr in Niederbayern telt 3.334 inwoners.
Centraal in het dorp is sinds 1946 een benedictijnenabdij actief, de abdij van Braunau in Rohr, gevestigd in een voormalige Augustijner Koorherenklooster.
Abensberg ·
Aiglsbach ·
Attenhofen ·
Bad Abbach ·
Biburg ·
Elsendorf ·
Essing ·
Ihrlerstein ·
Hausen ·
Herrngiersdorf ·
Kelheim (stad) ·
Kirchdorf ·
Langquaid ·
Mainburg ·
Neustadt an der Donau ·
Painten ·
Riedenburg ·
Rohr in Niederbayern ·
Saal an der Donau ·
Siegenburg ·
Teugn ·
Train ·
Volkenschwand ·
Wildenberg